# Équations de Hitchin
En mathématiques, et plus particulièrement en géométrie différentielle et en théorie de jauge, les  équations de Hitchin sont un système d'équations aux dérivées partielles pour une connexion et un fibré de Higgs sur un fibré vectoriel, ou un fibré principal sur une surface de Riemann. Elles furent définissent Nigel Hitchin en 1987. Les équations de Hitchin sont localement équivalentes à l'équation de l'application harmonique pour une surface dans l'espace symétrique dual au groupe de structures. Elles apparaissent également comme une réduction de 4 à 2 dimensions des équations auto-duales de Yang–Mills, et les solutions aux équations de Hitchin donnent des exemples de fibrés de Higgs et de connexions holomorphes. L'existence de solutions aux équations de Hitchin sur une surface de Riemann compacte découle de la stabilité du fibré de Higgs correspondant. C'est la forme la plus simple de la correspondance de Hodge nonabélienne.
L'espace de modules de solutions aux équations de Hitchin a été construit par Hitchin dans en rang deux sur une surface de Riemann compacte. Ce fut l'un des premiers exemples de variété hyperkählérienne explicite. La correspondance de Hodge nonabélienne montre qu'elle est isomorphe à l'espace de modules du fibré de Higgs et à l'espace de modules des connexions holomorphes. En utilisant la structure métrique de l'espace de modules du fibré de Higgs donnée par sa description en termes d'équations de Hitchin, Hitchin a construit le système de Hitchin, un système intégrable dont la généralisation tordue sur un corps fini a été utilisée par Ngô Bảo Châu dans sa preuve du lemme fondamental dans le programme de Langlands, pour lequel il a reçu la médaille Fields 2010,.

## Définition
La définition peut être formulée pour une connexion sur un fibré vectoriel ou sur un fibré principal. Ici est présentée la définition pour les fibrés principaux, qui est la forme qui apparaît dans le travail de Hitchin,,.
Soit {\displaystyle P\to \Sigma } un {\displaystyle G}-fibré principal où {\displaystyle G} est un groupe de Lie réel compact sur une surface Riemann compacte. Pour simplifier, nous considérerons le cas de {\displaystyle G={\text{SU}}(2)} ou {\displaystyle G={\text{SO}}(3)}, le groupe spécial unitaire ou groupe spécial orthogonal. Soit {\displaystyle A} une connexion sur {\displaystyle P}, et {\displaystyle \Phi } une section du fibré vectoriel complexe {\displaystyle {\text{ad}}P^{\mathbb {C} }\otimes T_{1,0}^{*}\Sigma }. {\displaystyle {\text{ad}}P^{\mathbb {C} }} Dénote la complexification du fibré adjoint de {\displaystyle P}, de fibre donnée par la complexification {\displaystyle {\mathfrak {g}}\otimes \mathbb {C} } de l'algèbre de Lie {\displaystyle {\mathfrak {g}}} de {\displaystyle G}.Un tel {\displaystyle \Phi } est dit champ de Higgs par analogie avec le champ de Higgs auxiliaire apparaissant dans la théorie de Yang-Mills.
Pour une paire {\displaystyle (A,\Phi )}, les équations de Hitchin sont{\displaystyle {\begin{cases}F_{A}+[\Phi ,\Phi ^{*}]=0\\{\bar {\partial }}_{A}\Phi =0.\end{cases}}}où {\displaystyle F_{A}\in \Omega ^{2}(\Sigma ,{\text{ad}}P)} est la forme de courbure de {\displaystyle A}, {\displaystyle {\bar {\partial }}_{A}} est la {\displaystyle (0,1)}-partie de la connexion induite sur le fibré adjoint complexifié {\displaystyle {\text{ad}}P\otimes \mathbb {C} }, et {\displaystyle [\Phi ,\Phi ^{*}]} est le commutateur.
Puisque {\displaystyle [\Phi ,\Phi ^{*}]} est de type {\displaystyle (1,1)}, les équations de Hitchin affirment que la {\displaystyle (0,2)}-composante {\displaystyle F_{A}^{0,2}=0} est nulle. Puis {\displaystyle {\bar {\partial }}_{A}^{2}=F_{A}^{0,2}} implique que {\displaystyle {\bar {\partial }}_{A}} est un opérateur de Dolbeault sur {\displaystyle {\text{ad}}P^{\mathbb {C} }} et donne à ce fibré d'algèbre de Lie la structure d'un fibré vectoriel holomorphe. Par conséquent, la condition {\displaystyle {\bar {\partial }}_{A}\Phi =0} signifie que {\displaystyle \Phi } est une {\displaystyle (1,0)}-forme holomorphe sur {\displaystyle \Sigma }. Une paire constituée d'un fibré vectoriel holomorphe {\displaystyle E} et d'une {\displaystyle (1,0)}-forme holomorphe à valeurs endormorphisme est appelé un fibré de Higgs, de sorte que toute solution des équations de Hitchin produit un exemple de fibré de Higgs.

## À partir des équations de Yang-Mills
Les équations de Hitchin peuvent être dérivées d'une réduction dimensionnelle des équations de Yang-Mills Soit une connexion {\displaystyle A} sur un {\displaystyle G}-fibré principal trivial sur {\displaystyle \mathbb {R} ^{4}}. Il existe alors quatre fonctions {\displaystyle A_{1},A_{2},A_{3},A_{4}:\mathbb {R} ^{4}\to {\mathfrak {g}}} tel que{\displaystyle A=A_{1}dx^{1}+A_{2}dx^{2}+A_{3}dx^{3}+A_{4}dx^{4}}où {\displaystyle dx^{i}} sont les formes différentielles standards sur {\displaystyle \mathbb {R} ^{4}}. Les équations d'auto-dualité pour la connexion {\displaystyle A}, cas particuliers des équations de Yang-Mills, peuvent s'écrirent{\displaystyle {\begin{cases}F_{12}=F_{34}\\F_{13}=F_{42}\\F_{14}=F_{23}\end{cases}}}où {\textstyle F=\sum _{i<j}F_{ij}dx^{i}\wedge dx^{j}} est la 2-forme de courbure de {\displaystyle A}. Pour réduire dimensionnellement à deux dimensions, on impose que les formes de connexion {\displaystyle A_{i}} sont indépendants des coordonnées {\displaystyle x^{3},x^{4}} sur {\displaystyle \mathbb {R} ^{4}}. Ainsi, les composantes {\displaystyle A_{1}dx^{1}+A_{2}dx^{2}} définissent une connexion sur le fibré restreint à {\displaystyle \mathbb {R} ^{2}}, et on renomme {\displaystyle A_{3}=\phi _{1}}, {\displaystyle A_{4}=\phi _{2}}.
Si l'on écrit maintenant {\displaystyle \phi =\phi _{1}-i\phi _{2}} et {\textstyle \Phi ={\frac {1}{2}}\phi dz} où {\displaystyle dz=dx^{1}+idx^{2}} est la {\displaystyle (0,1)}-forme complexe standard sur {\displaystyle \mathbb {R} ^{2}=\mathbb {C} }, alors les équations d'auto-dualité ci-dessus deviennent précisément les équations de Hitchin. Puisque ces équations sont conformement invariantes sur {\displaystyle \mathbb {R} ^{2}}, elles ont un sens sur une compactification conforme du plan, une surface de Riemann.